# Муктумер
Муктумер — река в России, протекает в Удмуртии и Татарстане. Левый приток Юрашки (бассейн Тоймы).

## Описание
Длина реки 10 км, площадь водосборного бассейна 34,4 км². Исток на южных отрогах Можгинской возвышенности, в 2,5 км к северо-западу от деревни Гаранькино в Граховском районе Удмуртии. Течёт по оврагу на юго-восток через упомянутую деревню к Байтуганово. На выходе из Байтуганово принимает слева основной приток Гришкин, затем течёт на юг около 1 км по Менделеевскому району Татарстана и впадает в Юрашку по левому берегу чуть ниже деревни Илькино — в 7 км от устья. Сток реки зарегулирован.
Общая численность населения двух деревень в бассейне составляет 225 человек (2012 г.).

## Данные водного реестра
По данным государственного водного реестра России относится к Камскому бассейновому округу, водохозяйственный участок реки — Кама от Нижнекамского гидроузла и до устья, без реки Вятка, речной подбассейн реки — бассейны притоков Камы до впадения Белой. Речной бассейн реки — Кама.
Код объекта в государственном водном реестре — 10010101512111100029225.